# Ignace Nau
Pour les articles homonymes, voir Nau.
Ignace Nau (Port-au-Prince 13 juillet 1808 - Léogâne 1845), poète, conteur, nouvelliste et historien haïtien, initiateur au mouvement littéraire communément appelé Cénacle haïtien.

## Biographie
Ignace Nau naquit à Port-au-Prince en 1808 sous la présidence d’Alexandre Pétion.
son père,Nau Jean-Pierre,fut trésorier général des finances sous le gouvernement de pétion et Boyer.
Il fréquenta l’école Jonathas Granville de Port-au-Prince, puis à l’Université catholique de New York. Il reçut une formation générale et militaire.Ignace Nau devint aide de camp du président Boyer à son retour de l’Université catholique de New York, puis son secrétaire particulier,.
En 1833, il épousa Marie Ursule Bélizaire.
En 1836 se forme le groupe du Cénacle, autour d'Ignace Nau et de son frère Émile Nau, il initié au mouvement littéraire haïtien qui regroupa les poètes romantiques notamment les frères Coriolan Ardouin, Céligny Ardouin et Beaubrun Ardouin. Plus tard Oswald Durand, Massillon Coicou, Alibée Féry et Tertulien Guilbaud se réclameront de cette mouvance romantique. Le groupe du Cénacle engagea la littérature haïtienne dans un mouvement littéraire romantique qui marqua le début de la jeune République d'Haïti. Le mouvement littéraire haïtien suivait en parallèle le courant romantique français de la même époque.
Ignace Nau publia la revue littéraire haïtienne Le Républicain qui fut censurée puis interdite. Il dut s'exiler en France à la suite de cela. À Paris, il dirigea la Revue des colonies qui luttait contre l'esclavagisme.
De retour à Haïti, il renomme sa revue littéraire L'Union. Mais la mort de sa femme l'accable de chagrin et quelques années plus tard il meurt à son tour en 1845.
Son inspiration fut à la fois puisée dans l'histoire d'Haïti et dans la nature sauvage du pays.
- Conter l'histoire d'Haïti, la faisant mieux connaître aux lecteurs haïtiens afin que le peuple en soit fier, digne de respect et d'admiration.
- Conter la nature du pays, les oiseaux, les senteurs, les paysages et la fragilité de cet univers bucolique face aux éléments naturels.

Après la mort de son épouse, son œuvre sera teintée de tristesse et de mélancolie.

## Extrait
Le poème Dessalines rend hommage au fondateur de la patrie Jean-Jacques Dessalines et condamne le complot dans lequel ce dernier a trouvé la mort :
Dessalines, à ce nom, ami, découvrons-nous !
Je me sens le cœur battre à fléchir les genoux
Et jaillir à ce nom un sang chaud dans mes veines.
Suspendez vos plaisirs, recueillez votre cœur,
Songez à nos héros, songez à l'Empereur !
Et Jean-Jacques, semblable à quelque esprit de Dieu,
Dicta l'indépendance à la lueur du feu !...

## Œuvres
- Dessalines
- Le tchit et l'orage
- La dalle
- Les Pipirites
- Basses Pyrénées
- Le Livre de Marie (poésie)
- Pensées du Soir (poésie)
- Le Lambi (conte, 1837)
- Épisode de la Révolution ( Récit historique et conte fantastique,1836)
- Isalina (scène créole,1836)
- Le bal masqué